# Contadora-Gruppe
Die Contadora-Gruppe war eine Initiative der Außenminister von Kolumbien, Mexiko, Venezuela und Panama, um den militärischen Konflikt in El Salvador, Nicaragua und Guatemala in den frühen 1980er Jahren beizulegen. Dieser Konflikt drohte ganz Mittelamerika zu destabilisieren.

## Gründung
Der Ursprung für die Initiative ging von dem schwedischen Premierminister Olof Palme und den Nobelpreisträgern Gabriel García Márquez, Alfonso García Robles und der Nobelpreisträgerin Alva Myrdal aus, die in einem Anruf bei den Präsidenten von Kolumbien, Mexiko, Venezuela und Panama diese aufforderten, als Vermittler in den Konflikten zu wirken. Argentinien, Brasilien, Peru und Uruguay bildeten später die Contadora-Unterstützungsgruppe. Auch der spanische Premierminister Felipe González sicherte der Initiative 1986 seine Unterstützung zu.

## Arbeit
Zum ersten Mal traf sich die Gruppe 1983 auf der zu den Perleninseln gehörenden Insel Contadora (Panama). Am 15. Oktober 1984 sollte das Dokument von Contadora unterzeichnet werden. Dazu kam es jedoch wegen interventionierender Verhandlungen der USA mit Honduras und anderen Regierungen Mittelamerikas nicht. Ihre Arbeit führte dennoch 1987 zu den Friedensvereinbarungen von Esquipulas (auch Arias-Sánchez-Plan), für das Óscar Arias Sánchez mit dem Nobelpreis ausgezeichnet wurde.

## Wirkung
Die 1986 gebildete Rio-Gruppe (Plattform für gemeinsame Außenpolitik) ging aus der Contadora-Gruppe und aus der Contadora-Unterstützungsgruppe hervor. Die Dreiergruppe (Mexiko, Kolumbien, Venezuela) für wirtschaftliche Zusammenarbeit folgte ebenso einer Initiative der Contadora-Gruppe.
Diese assoziative Außenpolitik führte zu vermehrten Dialogen innerhalb Lateinamerikas und darüber hinaus auch in extrazonalen Integrationsforen, beispielsweise in Bezug auf das Verhältnis zu Europa.
Die UNESCO würdigte die Arbeit der Contadora-Gruppe 1985 mit der Verleihung des Simón-Bolívar-Preises. Die Gruppe habe sich dafür eingesetzt, das Leiden der Bevölkerung Mittelamerikas zu beenden, sicherzustellen, dass jedes der Völker sein Recht auf Würde und Unabhängigkeit ausüben könne, und eine Lösung für einen Konflikt zu finden, der mit seinem Fortdauern die Aussicht auf Frieden in der Welt ernsthaft gefährdet hätte.